# وحيدة في صفها
وحيدة في صفها: (الإنجليزية: Class of Her Own) هي دراما صينية لعام 2020 من بطولة جو جينغيي، سونغ ويلونغ، بي وينجون، وانغ رويتشانغ.القصة عبارة عن نسخة صينية جديدة لمسلسل الدراما الكورية فضيحة سونغ كيونغ كوان لعام 2010 على كي بي إس 2. تم عرض المسلسل لأول مرة على iQiyi بترجمة متعددة اللغات على مستوى العالم في 23 يوليو.هل تساءلتم ما هو شعور أن تتواجدوا في غرفة صف تكتظ بالرجال الساحرين والوسيمين؟ تجد الفتاة المسكينة «جو جينغ يي» نفسها ملتحقة بكلّية «يون شانغ» الخاصة بالذكور، حيث تدرس إلى جانب رجلين بهيّي الطلة، «سونغ وي لونغ» و«بي وين جون». وهكذا تبدأ أحداث قصة غير اعتيادية عن مغامرة شبابية.

## القصة
تدور القصة حول شيو وينشي (تؤديها جو جينغيي)، وهي فتاة من أسرة فقيرة تضطر للتنكر كرجل للعمل في نسخ الكتب. خلال عملها، تصادف فنغ تشنغجون (يؤديه سونغ ويلونغ)، ابن رئيس وزراء مملكة يون. يُعجب فنغ تشنغجون بموهبتها ويضع خطة سرية لضمان اختيارها شخصيًا من قبل الملك للالتحاق بمدرسة يونشانغ، حيث يسمح فقط للرجال بالدراسة.
بفضل دعم فنغ تشنغجون، تواصل شيو وينشي دراستها بنجاح. تجذب شخصيتها الجذابة انتباه زملائها، بما في ذلك البوهيمي الساحر يو ليشوان (يؤديه بي وينجون) والمتعالي البارد لي زيشين (يؤديه وانغ رويتشانغ)، حيث يلهمهم التغيير وتقدير قيمة العمل الجماعي. يشكل الأصدقاء الأربعة مجموعة معروفة باسم "الأبطال الأربعة فوق السحاب".
مع تصاعد الصراعات ضد الجنرال هان، الذي يسعى لإحداث اضطرابات سياسية، تُكشف هوية شيو وينشي كامرأة. تتطور مشاعر الحب بينها وبين فنغ تشنغجون خلال هذه الفترة. يتحد "الأبطال الأربعة" لمواجهة التحديات وتحقيق هدفهم في خدمة رفاهية الشعب والعمل من أجل العدالة الاجتماعية.

## روابط خارجية
- وحيدة في صفها على موقع IMDb
- المسلسل على موقع iQIYI
- وحيدة في صفها على موقع سينا ويبو الصيني